# Héctor Tricoche
Héctor Tricoche Albertorio (Juana Díaz, 29 de julio de 1955-Springfield, Massachussets, 17 de julio de 2022), más conocido como Héctor Tricoche, fue un cantautor y músico puertorriqueño de salsa.
Participó en diferentes orquestas del medio salsero, obteniendo popularidad desde 1976 al lado de Tommy Olivencia. Su carrera en solitario inició en 1990 y es considerado uno de los cantantes más importantes de salsa sensual.

## Biografía
Héctor Tricoche nació el 29 de julio de 1955 en Juana Díaz, Puerto Rico. Perteneció a la banda escolar de Juana Díaz bajo la dirección del Prof. Santiago “Chago” Martínez. Inició su carrera como cantante profesional, grabando en 1981 su primera producción discográfica al lado de Mickey Cora y la Orquesta Cábala. 
En 1982, graba con La Terrífica de Joe Rodríguez el álbum Por Todas Partes, obteniendo una buena acogida por parte del público. En ese año también participa con el grupo Eriguá de Eric Figueroa y Eddie "Guagua" Rivera. 
Su salto a la popularidad se produjo en 1984 cuando pasó a las filas de Tommy Olivencia y su orquesta La Primerísima compartiendo escenario con artistas como Frankie Ruiz, Paquito Guzmán y otros artistas. Con Tommy Olivencia grabó cuatro álbumes donde se incluyen los éxitos «Doce rosas», «Lobo domesticado», «Periquito Pin Pin», «No me tires la primera piedra», «No soy automático», y otras más.
En 1990, comienza su carrera como cantante solista, grabando para el sello TH-Rodven Records. Entre sus éxitos como solista se encuentran los temas «Hacer el amor», «Macho Pérez», «A corazón abierto», «Ese soy yo», «Mujer prohibida» y otros más.
Falleció el 17 de julio de 2022 a causa de un infarto agudo de miocardio. Vivía en la ciudad de Springfield, Massachussets

## Discografía

### Álbumes de estudio
- 1990: Clase aparte
- 1991: Motorízame
- 1992: A corazón abierto
- 1994: Ese soy yo
- 1995: Aquí estoy yo
- 1997: Nuevo amanecer
- 1999: Salsa por todas partes
- 2005: Rumbero

### Álbumes en directo
- 2000: Salsa Live Vol. 2: Eddie Santiago & Hector Tricoche

### Álbumes recopilatorios
- 1994: Hector Tricoche - Oro salsero 20 éxitos
- 1996: Antología tropical
- 1996: Show (Edición Especial)
- 1997: Colección mi historia
- 2002: 20 éxitos - Hector Tricoche
- 2007: La historia... mis éxitos: Héctor Tricoche